# Polystichum biaristatum
Polystichum biaristatum är en träjonväxtart som först beskrevs av Bl., och fick sitt nu gällande namn av Moore. Polystichum biaristatum ingår i släktet Polystichum och familjen Dryopteridaceae. Inga underarter finns listade.